# Lachnocladium ulei
Lachnocladium ulei är en svampart som beskrevs av Henn. 1892. Lachnocladium ulei ingår i släktet Lachnocladium och familjen Lachnocladiaceae.   Inga underarter finns listade i Catalogue of Life.